# 梅代爾帕德
梅代爾帕德（瑞典語：Medelpad）是位於瑞典北部，諾爾蘭的一個舊省。與海爾辛蘭、海里耶達倫、耶姆特蘭、翁厄曼蘭陸上相鄰。 